# Joaquim José Codina
Joaquim José Codina (Portugal no século XVIII - 1790) foi um desenhista, pintor, copista e aquarelista português. Produziu aquarelas e croquis de plantas, embarcações, construções arquitetônicas, utensílios, prospectos e paisagens. Trabalhou no Real Gabinete de História Nacional do Museu da Ajuda em Lisboa. Participou, de 1783 a 1790, da Viagem Filosófica pelas Capitanias do Grão-Pará, Rio Negro, Mato Grosso e Cuiabá (1783 - 1792) liderada por Alexandre Rodrigues Ferreira (1756-1815), fazendo registros e ilustrações diversos, desde plantas a embarcações. Alguns dos desenhos que fez durante a Viagem Filosófica, retratando a construção de canoas, serviram de ajuda para Alexandre Rodrigues Ferreira escrever o relatório Memória sobre a Marinha Interior do Estado do Grão-Pará em 1787. Sobre o local e a data da morte de Joaquim José Codina há divergências. Segundo um artigo de 2021 da Brasiliana Iconográfica, pode ser que ele tenha voltado a Portugal no final da expedição, mas também há a possibilidade de que ele tenha morrido em 1790 durante a expedição e que tenha sido enterrado por Alexandre Rodrigues Ferreira e por outro integrante da viagem, José Joaquim Freire (1760-1847).